# Alvin Adams
Pour les articles homonymes, voir Adams.
Alvin Adams, né le 16 juin 1804 à Andover et mort le 2 septembre 1877 à Watertown, est une personnalité du monde des affaires.

## Biographie
Alvin Adams est né le 16 juin 1804 à Andover. Il est orphelin à l'âge de huit ans. Il est le fondateur de Adams Express Company (en).